# 愛知県立一宮高等学校
愛知県立一宮高等学校（あいちけんりついちのみやこうとうがっこう）は、愛知県一宮市北園通に所在する県立高等学校。
通称は槍高（やりこう：「一」を槍と見立てて）。

## 沿革
- 1915年（大正4年） - 一宮町立高等女学校開校。
- 1919年（大正8年） - 愛知県立第六中学校開校。
- 1922年（大正11年） - 愛知県立第六中学校を愛知県一宮中学校と改称、一宮町立高等女学校を一宮高等女学校と改称。
- 1948年（昭和23年）
  - 3月 - 学制改革により一宮中学校が愛知県立一宮高等学校（通常課程普通課程・定時制課程普通課程）に、一宮高等女学校が一宮市立高等学校となる。
  - 10月 - 統合により愛知県立一宮高等学校及び一宮市立高等学校廃止、愛知県立一宮高等学校を現地に設置。
- 1949年（昭和24年） - 愛知県立一宮商業高等学校廃止、同校に通常課程商業課程設置。
- 1951年（昭和26年） - 商業課程が愛知県立一宮商業高等学校として独立。
- 1959年（昭和34年） - 学則改正で通常課程家庭課程被服科設置。
- 1964年（昭和39年） - 西分校設置。
- 1966年（昭和41年） - 西分校が愛知県立一宮西高等学校として独立。
- 1972年（昭和47年） - 定時制課程が愛知県立一宮東高等学校として独立。
- 1973年（昭和48年） - 学校群制度導入（一宮学校群）。一宮東高校に定時制衛生看護科を設置[1]。
- 1988年（昭和63年） - 一宮東高校の定時制衛生看護科閉科。
- 1989年（平成元年） - 複合選抜入試制度導入（尾張2群Aグループ）。
- 1997年（平成9年） - 一宮東高等学校廃校、再び同校に定時制課程併置。
- 2003年（平成15年） - 文部科学省によりスーパーサイエンスハイスクール (SSH) 研究開発校に指定される（2008年・2013年・2018年に再指定、5年間）。
- 2010年（平成22年） - 被服科をファッション創造科に改組。

## 教育方針
ロータリーには元校長の書による「For Others」の石碑がある。
- 質実剛健・誠実実行
- 能力開発・個性伸長
- 心身育成・体力向上

## 学科
65分授業の5時限授業である。
- 全日制
  - 普通科 - 第2学年から理系と文系に分かれる。
  - ファッション創造科 - 繊維産業が盛んな一宮市ならではの、県内唯一の学科。外部コンクールへの参加や資格取得に積極的で、年度末には作品発表会が行われる。
- 定時制（夜間）
  - 普通科 - 主に全日制普通科と同じ教室で授業が行われる。

## SSH
SSHでは、特別講義や講習会、研究機関での研修や野外実習等が行われている。文部科学省が指定する高等学校等において、将来の国際的な科学技術系人材の育成を目指す。科学技術振興機構 (JST) の支援のもと、先進的な理数教育を実施するとともに、高大接続の在り方について大学との共同研究や、国際性を育むための取組を推進している。また創造性、独創性を高める指導方法、教材の開発等の取組を実施している。
名古屋大学、名古屋工業大学、岐阜大学、中部大学の他、研究機関、博物館、民間企業、科学に関する各種の法人等とも連携。

## 部活動

### 運動部
- 野球部 - 第18回選抜中等学校野球大会準優勝（1941年）
- 陸上部
  - 全国高等学校総合体育大会優勝（走り幅跳び）（1987年）
  - 第56回全日本競歩輪島大会優勝、高校3キロ - 大会新記録で優勝（2017年）

### 文化部
- 演劇部 - 第43回全国大会最優秀賞（1997年）
- 地学部 - ペルセウス座流星群の月面衝突発光を世界で初めて観測（2004年）、レッドスプライトの発光現象を高校生初観測（2004年）
- 物化部 - JSEC（ジャパン・サイエンス&エンジニアリング・チャレンジ）2008花王賞（2008年） 、JSEC2016科学技術担当大臣賞（2016年）、日本代表としてISEF（インテル国際学生科学技術フェア）へ出場

## 著名な卒業生

### 学者
- 鷲津久一郎 - 航空工学者
- 山内敏弘 - 憲法学者、一橋大学名誉教授
- 竹市明弘 - 哲学者、京都大学名誉教授
- 小島廣光 - 経営学者、北海道大学名誉教授
- 関山和夫 - 民俗学者、佛教大学名誉教授
- 仙田左千夫 - 経済学者、滋賀大学名誉教授
- 市川温子 - 物理学者、東北大学大学院理学研究科教授

### 政治・官界
- 鈴木幹雄 - 元衆議院議員、内務次官、警視総監
- 柴田弘 - 元衆議院議員
- 江崎鉄磨 - 元衆議院議員
- 平野喜八郎 - 元各務原市長
- 伊藤一 - 元一宮市長
- 谷一夫 - 元一宮市長
- 安藤隆春 - 警察庁長官

### 芸能・マスコミ
- つボイノリオ - 歌手、タレント、ラジオパーソナリティ
- 松岡錠司 - 映画監督
- 冨川元文 - 脚本家
- 鈴木ほのか - 女優
- 後藤邑子[2] - 声優
- 梶原順 - ギタリスト、スタジオ・ミュージシャン
- はらまさかず - 童話作家
- 佐分千恵 - フリーアナウンサー、元テレビ朝日アナウンサー
- 土田翼 - NHKアナウンサー
- MIU - ME:Iメンバー

### スポーツ
- 桜井正三 - 元プロ野球選手
- 丹羽淑雄 - 元プロ野球選手
- 大宮清 - 元プロ野球選手
- 森弘太郎 - 元プロ野球選手
- 林安夫 - 元プロ野球選手
- 林直明 - 元プロ野球選手
- 木村保久 - 元プロ野球選手
- 荻本伊三武 - 元プロ野球選手
- 川合幸三 - 元プロ野球選手
- 加藤晃郎 - 元プロ野球選手
- 成田昇 - 元プロ野球選手
- 佐藤隆治 - サッカー審判員

### その他
- 近藤昌平 - 洋菓子店ボンボヌール初代社長[3]
- 多田哲哉 - 自動車技術者
- コバ - YouTuber（いだちゃんねる）

## 著名な教職員
- 斎藤静 - 英語学者、福井大学名誉教授

## アクセス
- JR東海道本線尾張一宮駅 徒歩20分
- 名鉄名古屋本線・尾西線名鉄一宮駅 徒歩20分
- 名鉄バス「一宮高校前」停留所 徒歩1分、「花岡町」停留所 徒歩5分